# زقنبوت
زقنبوت (نام علمی: Steraspis) نام یک سرده از تیره سوسک‌های جواهر است.